# Campionati del mondo di ciclocross - Gara maschile Elite
La gara maschile Elite è una delle prove disputate durante i campionati del mondo di ciclocross. Si tenne per la prima volta nel 1950. Inizialmente aperta sia ai dilettanti che ai professionisti, nel 1967, con la creazione della gara per dilettanti, venne riservata unicamente ai professionisti. Dall'edizione 1994, con la riorganizzazione delle categorie voluta dall'UCI, è aperta ai ciclisti Elite.

## Albo d'oro
Aggiornato all'edizione 2025.
| Anno           | Vincitore            | Secondo                | Terzo                  |
| Open           | Open                 | Open                   | Open                   |
| -------------- | -------------------- | ---------------------- | ---------------------- |
| 1950           | Jean Robic           | Roger Rondeaux         | Pierre Jodet           |
| 1951           | Roger Rondeaux       | André Dufraisse        | Pierre Jodet           |
| 1952           | Roger Rondeaux       | André Dufraisse        | Albert Meier           |
| 1953           | Roger Rondeaux       | Gilbert Bauvin         | André Dufraisse        |
| 1954           | André Dufraisse      | Pierre Jodet           | Hans Bieri             |
| 1955           | André Dufraisse      | Hans Bieri             | Americo Severini       |
| 1956           | André Dufraisse      | Georges Meunier        | Emanuele Plattner      |
| 1957           | André Dufraisse      | Firmin Van Kerrebroeck | Georges Meunier        |
| 1958           | André Dufraisse      | Americo Severini       | Rolf Wolfshohl         |
| 1959           | Renato Longo         | Rolf Wolfshohl         | Americo Severini       |
| 1960           | Rolf Wolfshohl       | Arnold Hungerbühler    | Robert Aubry           |
| 1961           | Rolf Wolfshohl       | Renato Longo           | André Dufraisse        |
| 1962           | Renato Longo         | Maurice Gandolfo       | André Dufraisse        |
| 1963           | Rolf Wolfshohl       | Renato Longo           | André Dufraisse        |
| 1964           | Renato Longo         | Roger De Clercq        | Joseph Mahé            |
| 1965           | Renato Longo         | Rolf Wolfshohl         | Americo Severini       |
| 1966           | Eric De Vlaeminck    | Herman Gretener        | Rolf Wolfshohl         |
| Professionisti |                      |                        |                        |
| 1967           | Renato Longo         | Rolf Wolfshohl         | Herman Gretener        |
| 1968           | Eric De Vlaeminck    | Herman Gretener        | Michel Pelchat         |
| 1969           | Eric De Vlaeminck    | Rolf Wolfshohl         | Renato Longo           |
| 1970           | Eric De Vlaeminck    | Albert Van Damme       | Rolf Wolfshohl         |
| 1971           | Eric De Vlaeminck    | Albert Van Damme       | René De Clercq         |
| 1972           | Eric De Vlaeminck    | Rolf Wolfshohl         | Herman Gretener        |
| 1973           | Eric De Vlaeminck    | André Wilhelm          | Rolf Wolfshohl         |
| 1974           | Albert Van Damme     | Roger De Vlaeminck     | Peter Frischknecht     |
| 1975           | Roger De Vlaeminck   | Albert Zweifel         | Peter Frischknecht     |
| 1976           | Albert Zweifel       | Peter Frischknecht     | André Wilhelm          |
| 1977           | Albert Zweifel       | Peter Frischknecht     | Eric De Vlaeminck      |
| 1978           | Albert Zweifel       | Peter Frischknecht     | Klaus-Peter Thaler     |
| 1979           | Albert Zweifel       | Gilles Blaser          | Robert Vermeire        |
| 1980           | Roland Liboton       | Klaus-Peter Thaler     | Hennie Stamsnijder     |
| 1981           | Hennie Stamsnijder   | Roland Liboton         | Albert Zweifel         |
| 1982           | Roland Liboton       | Albert Zweifel         | Hennie Stamsnijder     |
| 1983           | Roland Liboton       | Albert Zweifel         | Klaus-Peter Thaler     |
| 1984           | Roland Liboton       | Hennie Stamsnijder     | Albert Zweifel         |
| 1985           | Klaus-Peter Thaler   | Adrie van der Poel     | Claude Michely         |
| 1986           | Albert Zweifel       | Pascal Richard         | Hennie Stamsnijder     |
| 1987           | Klaus-Peter Thaler   | Danny De Bie           | Christophe Lavainne    |
| 1988           | Pascal Richard       | Adrie van der Poel     | Beat Breu              |
| 1989           | Danny De Bie         | Adrie van der Poel     | Christophe Lavainne    |
| 1990           | Henk Baars           | Adrie van der Poel     | Bruno Lebras           |
| 1991           | Radomír Šimůnek      | Adrie van der Poel     | Bruno Lebras           |
| 1992           | Mike Kluge           | Karel Camrda           | Adrie van der Poel     |
| 1993           | Dominique Arnould    | Mike Kluge             | Wim de Vos             |
| Elite          |                      |                        |                        |
| 1994           | Paul Herijgers       | Richard Groenendaal    | Erwin Vervecken        |
| 1995           | Dieter Runkel        | Richard Groenendaal    | Beat Wabel             |
| 1996           | Adrie van der Poel   | Daniele Pontoni        | Luca Bramati           |
| 1997           | Daniele Pontoni      | Thomas Frischknecht    | Luca Bramati           |
| 1998           | Mario De Clercq      | Erwin Vervecken        | Henrik Djernis         |
| 1999           | Mario De Clercq      | Erwin Vervecken        | Adrie van der Poel     |
| 2000           | Richard Groenendaal  | Mario De Clercq        | Sven Nys               |
| 2001           | Erwin Vervecken      | Petr Dlask             | Mario De Clercq        |
| 2002           | Mario De Clercq      | Tom Vannoppen          | Sven Nys               |
| 2003           | Bart Wellens         | Mario De Clercq        | Erwin Vervecken        |
| 2004           | Bart Wellens         | Mario De Clercq        | Sven Vanthourenhout    |
| 2005           | Sven Nys             | Erwin Vervecken        | Sven Vanthourenhout    |
| 2006           | Erwin Vervecken      | Bart Wellens           | Francis Mourey         |
| 2007           | Erwin Vervecken      | Jonathan Page          | Enrico Franzoi         |
| 2008           | Lars Boom            | Zdeněk Štybar          | Sven Nys               |
| 2009           | Niels Albert         | Zdeněk Štybar          | Sven Nys               |
| 2010           | Zdeněk Štybar        | Klaas Vantornout       | Sven Nys               |
| 2011           | Zdeněk Štybar        | Sven Nys               | Kevin Pauwels          |
| 2012           | Niels Albert         | Rob Peeters            | Kevin Pauwels          |
| 2013           | Sven Nys             | Klaas Vantornout       | Lars van der Haar      |
| 2014           | Zdeněk Štybar        | Sven Nys               | Kevin Pauwels          |
| 2015           | Mathieu van der Poel | Wout Van Aert          | Lars van der Haar      |
| 2016           | Wout Van Aert        | Lars van der Haar      | Kevin Pauwels          |
| 2017           | Wout Van Aert        | Mathieu van der Poel   | Kevin Pauwels          |
| 2018           | Wout Van Aert        | Michael Vanthourenhout | Mathieu van der Poel   |
| 2019           | Mathieu van der Poel | Wout Van Aert          | Toon Aerts             |
| 2020           | Mathieu van der Poel | Thomas Pidcock         | Toon Aerts             |
| 2021           | Mathieu van der Poel | Wout Van Aert          | Toon Aerts             |
| 2022           | Thomas Pidcock       | Lars van der Haar      | Eli Iserbyt            |
| 2023           | Mathieu van der Poel | Wout Van Aert          | Eli Iserbyt            |
| 2024           | Mathieu van der Poel | Joris Nieuwenhuis      | Michael Vanthourenhout |
| 2025           | Mathieu van der Poel | Wout Van Aert          | Thibau Nys             |

## Medagliere
| Pos.   | Nazione        | Oro | Argento | Bronzo | Totale |
| ------ | -------------- | --- | ------- | ------ | ------ |
| 1      | Belgio         | 30  | 26      | 25     | 81     |
| 2      | Paesi Bassi    | 12  | 12      | 9      | 33     |
| 3      | Francia        | 10  | 7       | 15     | 32     |
| 4      | Svizzera       | 7   | 14      | 12     | 33     |
| 5      | Italia         | 6   | 4       | 7      | 17     |
| 6      | Germania Ovest | 5   | 6       | 6      | 17     |
| 7      | Rep. Ceca      | 3   | 3       | 0      | 6      |
| 8      | Cecoslovacchia | 1   | 1       | 0      | 2      |
| 8      | Germania       | 1   | 1       | 0      | 2      |
| 8      | Gran Bretagna  | 1   | 1       | 0      | 2      |
| 11     | Stati Uniti    | 0   | 1       | 0      | 1      |
| 12     | Lussemburgo    | 0   | 0       | 1      | 1      |
| 12     | Danimarca      | 0   | 0       | 1      | 1      |
| Totale | Totale         | 74  | 74      | 74     | 222    |

| Pos. | Atleta               | Oro | Argento | Bronzo | Totale |
| ---- | -------------------- | --- | ------- | ------ | ------ |
| 1    | Mathieu van der Poel | 7   | 1       | 1      | 9      |
| 2    | Eric De Vlaeminck    | 7   | 0       | 1      | 8      |
| 3    | Albert Zweifel       | 5   | 3       | 2      | 10     |
| 4    | André Dufraisse      | 5   | 2       | 4      | 11     |
| 5    | Renato Longo         | 5   | 2       | 1      | 8      |
| 6    | Roland Liboton       | 4   | 1       | 0      | 5      |
| 7    | Rolf Wolfshohl       | 3   | 5       | 4      | 12     |
| 8    | Wout Van Aert        | 3   | 5       | 0      | 8      |
| 9    | Erwin Vervecken      | 3   | 3       | 2      | 8      |
| 9    | Mario De Clercq      | 3   | 3       | 1      | 7      |
| 10   | Zdeněk Štybar        | 3   | 2       | 0      | 5      |